# Yukimasa Kishino
Yukimasa Kishino (岸野 幸正, Kishino Yukimasa), né le 21 octobre 1955 à Tōkyō, est un seiyū. Il travaille pour Aoni Production.

## Rôles
- Dragon Ball Z : Butta
- Dragon Ball Z : Le Robot des glaces : Kishîme